# Inlandsvägen

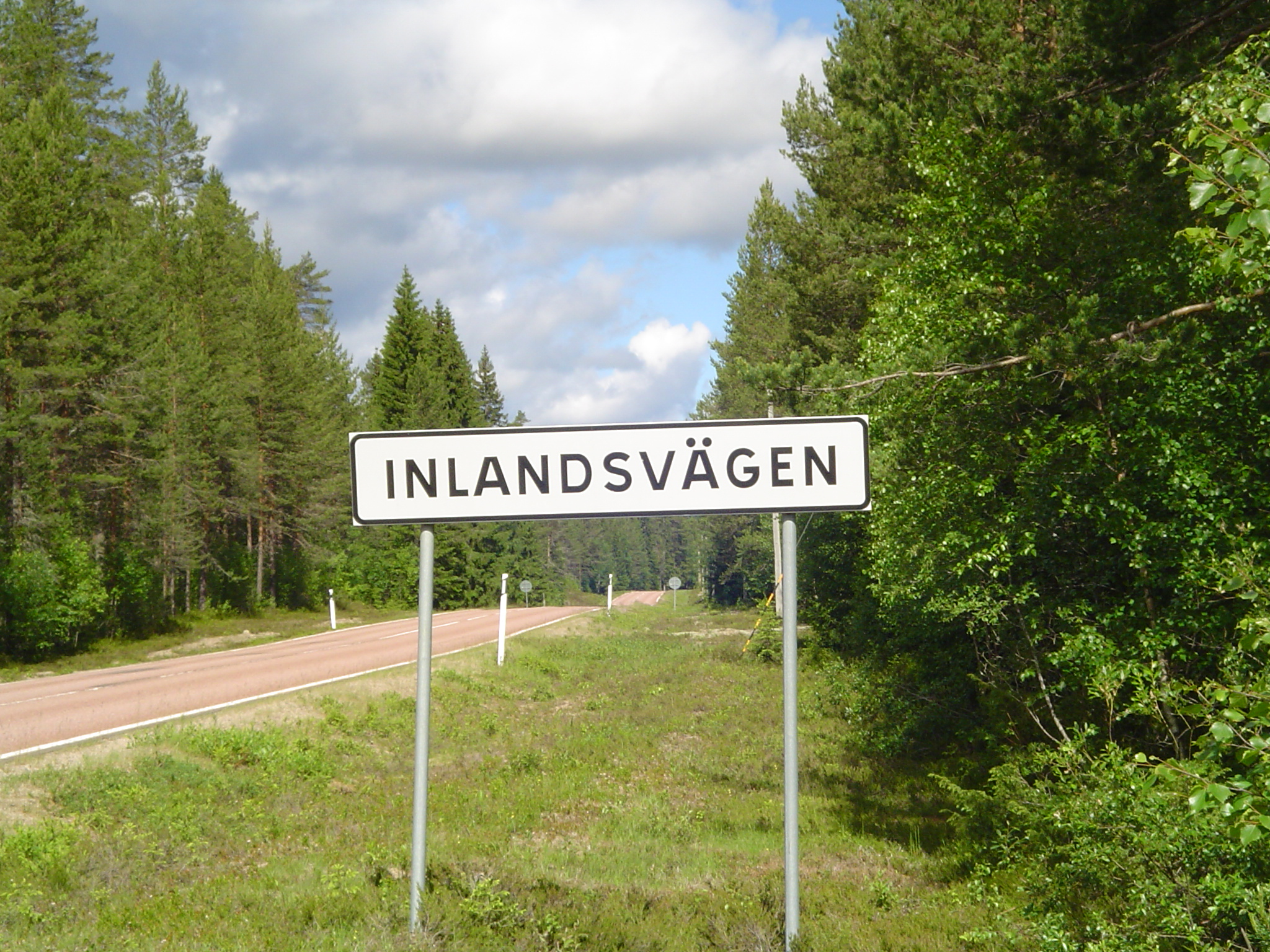
Označení silnice

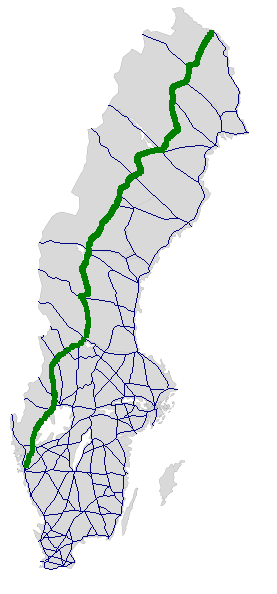
Hlavní trasa Inlandsväg (E45)

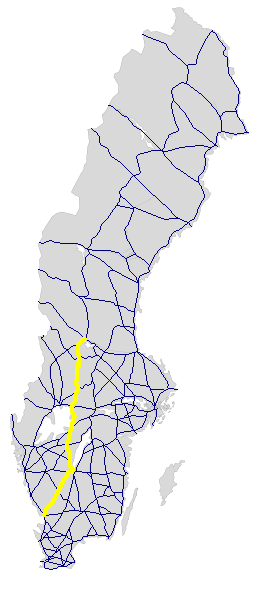
Jižní větev (státní silnice č. 26)

Inlandsvägen (v překladu „vnitrozemská cesta“) je hlavní silniční trasa, která prochází vnitrozemím Švédska od severu na jih. Spojuje obec Karesuando při hranicích s Finskem na severu s městem Mora, kde se větví a pokračuje do Göteborgu a Halmstadu na jihozápadním pobřeží Kattegatu.
Trasa je v hlavní větvi (Göteborg – Mora – Karesuando) shodná s evropskou silnicí E45. Jižní větev (Inlandsvägen Syd), spojující Moru s Halmstadem, vede po státní silnici č. 26 (Riksväg 26).
Označení Inlandsvägen souvisí s označením vnitrozemské železniční dráhy Inlandsbaban, jejíž trasu v úseku Kristinehamn (při jižní větvi) – Gällivare (na severu v Laponsku) silnice kopíruje.
V úseku Mora – Karesuando je Inlandsvägen jednou ze dvou hlavních silničních tras, které spojují hustěji obydlenou jižní část země s řídce zalidněným severem. Druhou možností je silnice E4, vedoucí podél pobřeží Botnického zálivu.
Označení silnice financovaly obce a města ležící na trase. Chtěly tímto krokem přesvědčit řidiče (především turisty), aby volili tuto trasu namísto cesty podél pobřeží.
Inlandsvägen vede mezi městy Göteborg a Trollhättan po dálnici. Mezi městy Trollhättan a Säffle jsou některé úseky v provedení 2+1 s bariérou oddělující oba směry. Většina trasy je však vedena po běžné silnici se dvěma pruhy a šířkou 6–8 metrů. Na sever od města Torsby prochází trasa zalesněnou a řídce obydlenou krajinou. Jižně od Jokkmokku protíná severní polární kruh.

## Významná města a obce na trase

### Silnice E45
Göteborg – Surte – Lilla Edet – Trollhättan – Vänersborg – Mellerud – Åmål – Säffle – Grums – Sunne – Torsby – Malung – Mora – Orsa – Sveg – Åsarna – Svenstavik – Östersund – Strömsund – Dorotea – Vilhelmina – Storuman – Sorsele – Arvidsjaur – Jokkmokk – Gällivare – Karesuando

### Jižní větev (silnice 26)
Halmstad – Hilte – Gislaved – Jönköping – Mullsjö – Tidaholm – Skövde – Mariestad – Gullspång – Kristinehamn – Filipstad – Vansbro – Mora